# Camille de Lellis
Pour les articles homonymes, voir De Lellis.
Camille de Lellis, né le 25 mai 1550, à Bucchianico dans les Abruzzes (Italie) et mort le 14 juillet 1614 à Rome, est un prêtre religieux catholique italien, fondateur de l'ordre des Camilliens. Canonisé en 1746, il est liturgiquement commémoré le 14 juillet.
Après un incurable ulcère à la jambe qui lui fit rencontrer la foi, il fut infirmier à Rome. Il est le fondateur de l'ordre des Camilliens (clercs réguliers des Infirmes) et, à ce titre, est pour les catholiques le protecteur — avec Jean de Dieu — des hôpitaux et des malades.

## La vie de Camille de Lellis
Il était le fils d'un officier qui avait servi dans les armées napolitaines et les armées françaises. Sa mère mourut quand il était encore enfant et son éducation fut tout à fait négligée. Encore jeune, il devint soldat au service de Venise puis de Naples, jusqu'en 1574, quand son régiment fut dissous. Pendant son temps de service, il devint un joueur invétéré au point que ses pertes au jeu le réduisirent parfois au dénuement. La bonté envers lui d'un moine capucin l'incita à demander son admission dans cet ordre, mais on le refusa. Il se rendit alors à Rome, où il obtint un emploi à l'Hôpital Saint Jacques des Incurables. Ce qui l'avait surtout incité à y aller était l'espoir qu'on guérirait les abcès de ses pieds dont il avait longtemps souffert. Il fut chassé de l'hôpital à cause de son tempérament querelleur et de sa passion à jouer de l'argent.
De nouveau il devint soldat vénitien : il prit part à la campagne contre les Turcs en 1569 et notamment à la bataille de Lépante le 7 octobre 1571. Après la guerre, il fut employé par les capucins à Manfredonia dans un nouveau bâtiment qu'ils étaient en train de construire. Sa vieille habitude du jeu continua à le poursuivre, jusqu'à ce qu'une admonition du gardien du couvent l'eût si bien convaincu qu'il résolut de se réformer. Il fut admis dans l'ordre comme frère lai, mais bientôt écarté en raison de son infirmité. Il alla de nouveau à Rome, où il revint dans l'hôpital où il avait été auparavant et, après une amélioration temporaire de ses ennuis de santé, il y devint infirmier et, ayant gagné l'admiration de l'institution par sa piété et sa sagesse, il fut nommé directeur de l'hôpital.

## Son œuvre

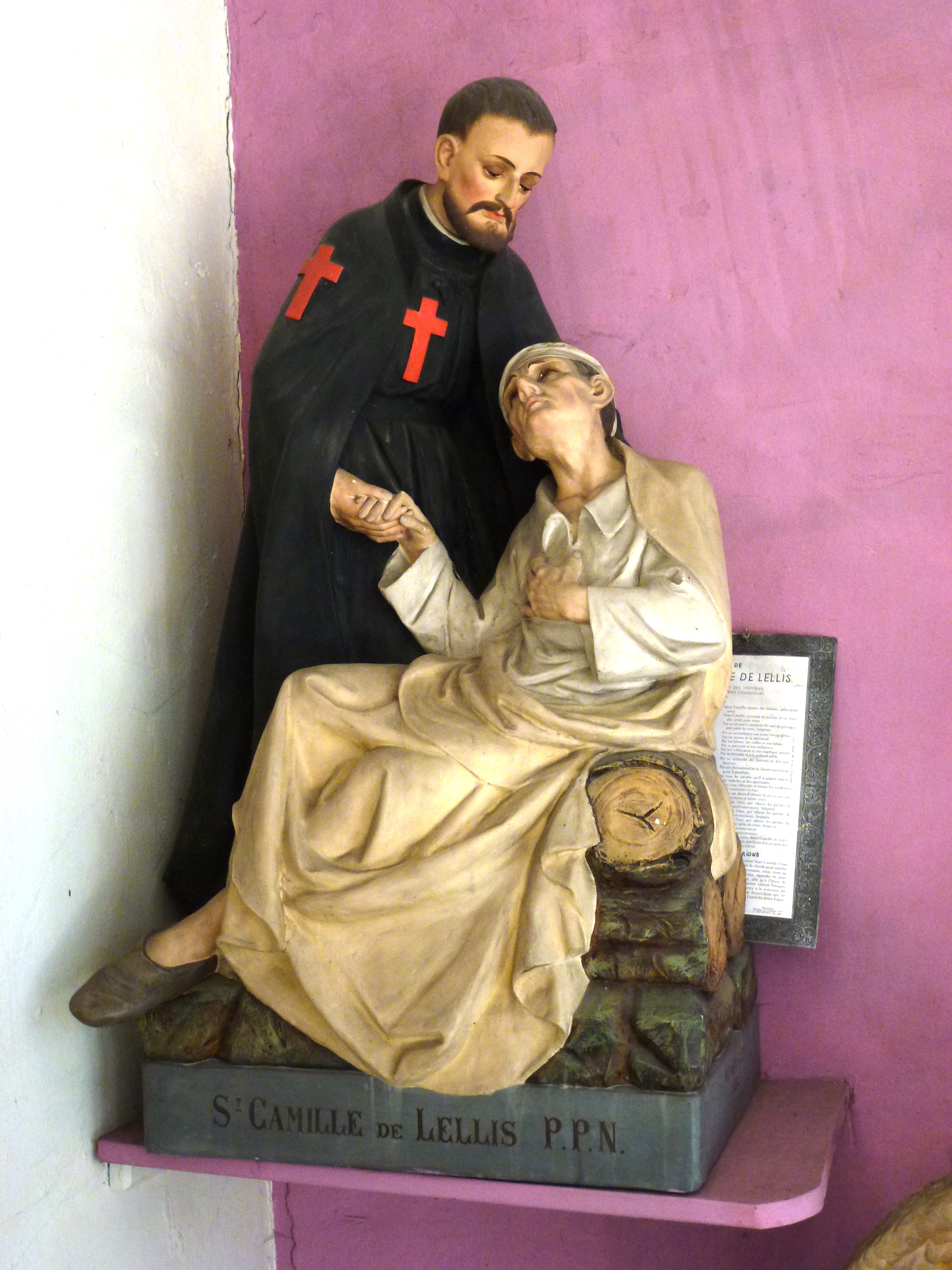
Statue de Camille de Lellis soignant un malade (église de Beuvry-la-Forêt)

Dans cette fonction, il essaya de fonder un ordre d'infirmiers laïcs, mais on s'opposa au projet et, sur le conseil de ses amis, parmi lesquels son guide spirituel, saint Philippe Néri, il résolut de devenir prêtre. Il avait alors trente-deux ans et commença à étudier le latin au collège des Jésuites de Rome. Il établit ensuite son ordre, les "Pères de la Bonne Mort" (1585) et imposa aux membres le vœu de se consacrer aux malades, même au péril de la vie ; leur travail ne se limitait pas aux hôpitaux, mais il comprenait le soin des malades dans leurs maisons. Le pape Sixte-Quint confirma la congrégation en 1586 et décréta qu'il devrait y avoir élection d'un supérieur général tous les trois ans. Camille fut naturellement le premier et après lui ce fut le P. Oppertis.
Deux ans plus tard une maison fut établie à Naples et c'est là que deux membres de la communauté gagnèrent la gloire d'être les premiers martyrs de charité de la congrégation, en mourant dans un vaisseau qui avait été mis en quarantaine dans le port et qu'ils avaient visité pour soigner les malades. En 1591 Grégoire XIV érigea la congrégation en ordre religieux, avec tous les privilèges des mendiants. Elle fut à nouveau confirmée dans ce titre par Clément VIII, en 1592. L'infirmité qui avait empêché Camille d'entrer parmi les Capucins continua de l'affliger pendant quarante-six ans et ses autres ennuis de santé contribuèrent à faire de sa vie une suite de souffrances, mais il ne permettait à personne de s'occuper de lui et quand il était à peine capable de se tenir debout il s'extrayait de son lit pour visiter les malades.
Il démissionna du généralat de l'ordre en 1607 pour avoir plus de loisir pour les malades et les pauvres. Pendant ce temps il avait fondé de nombreuses maisons dans différentes villes d'Italie. On dit qu'il avait eu le don de miracles et de prophéties. Il mourut à l'âge de soixante-quatre ans en prononçant un appel vibrant à ses frères en religion. Il fut enterré près du maître-autel de l'église de sainte Marie-Madeleine, à Rome et, quand les miracles qui lui avaient été attribués eurent été officiellement approuvés, son corps fut placé sous l'autel lui-même.

## Béatification, canonisation

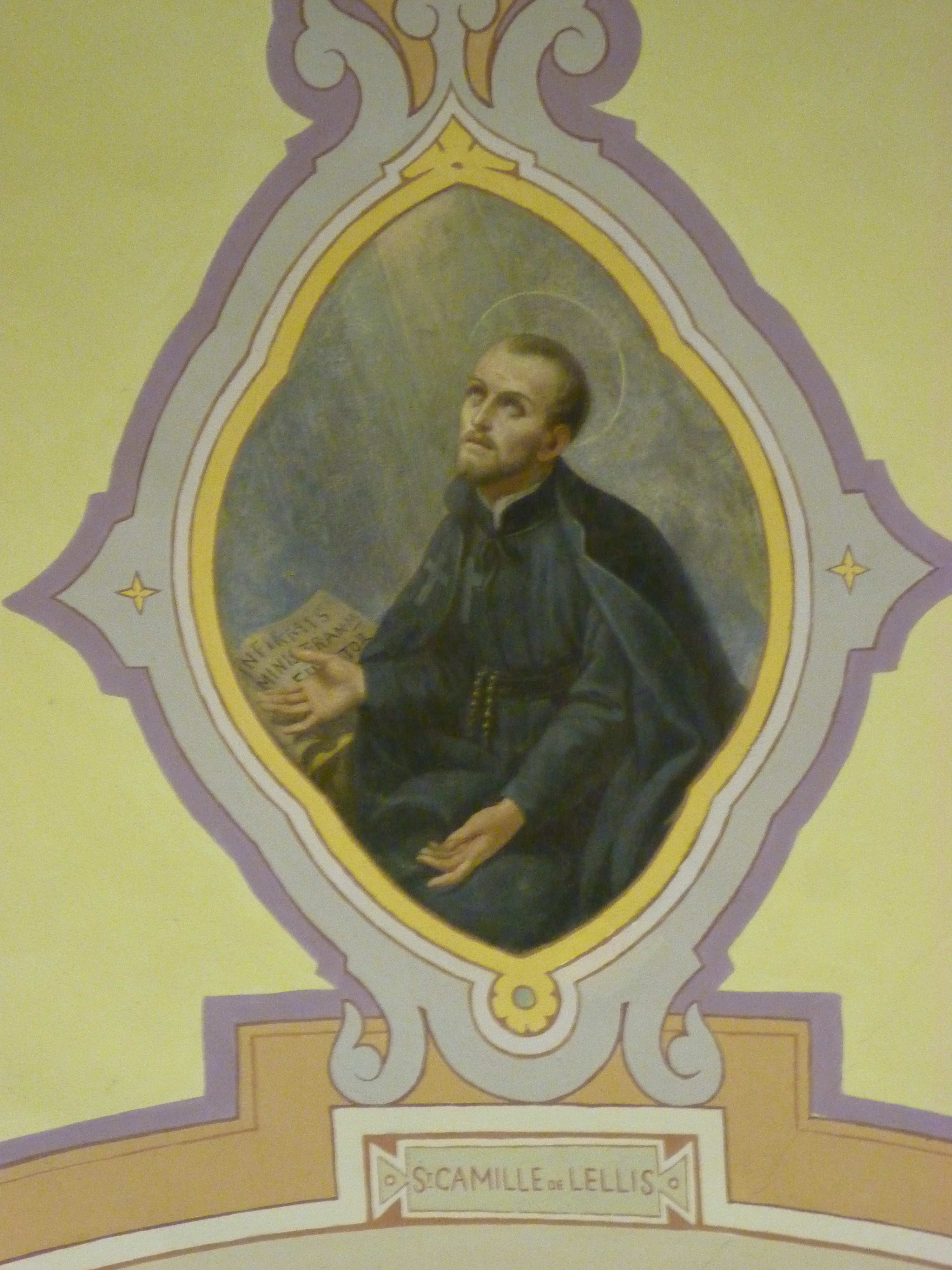
Fresque de saint Camille de Lellis dans la salle de conférences de la bibliothèque régionale d'Aoste.

Il fut béatifié en 1742 et canonisé en 1746 par le pape Benoît XIV.

## Représentation
Saint Camille de Lellis est représenté en habit noir avec une croix rouge, avec l'autorisation du pape Sixte Quint le 20 juin 1586. Le premier biographe du Saint, le P. Sanzio Cicatelli, en donna cette explication en 1620 : 
« C’est pour trois raisons qu’il plut à notre père que nous portions la Croix sur notre vêtement, comme notre entreprise et symbole. La première, pour faire la distinction par rapport à l’habit de la Compagnie de Jésus. La deuxième pour faire connaître au monde que nous tous marqués de cette empreinte du Christ, nous sommes comme des esclaves vendus et voués au service des malades pauvres. Et la troisième, pour démontrer que celle-ci est religion de croix, c’est-à-dire de la mort, de souffrances et de fatigue, pour que ceux qui voudront suivre ce mode de vie sachent d’avance qu’ils viennent embrasser la croix, se renier eux-mêmes et suivre le Christ jusqu’à la mort ».

## Souvenir et vénération
- En 1910 à Rome est consacrée la basilique San Camillo de Lellis qui héberge depuis 1965 le titre cardinalice San Camillo de Lellis agli Orti Sallustiani.
- En 1930, le pape Pie XI fait de saint Camille de Lellis (avec saint Jean de Dieu), les 'copatrons principaux' des infirmiers et des associations d'infirmiers.
- Aujourd'hui, en France, la Famille camillienne laïque vit une relation partenaire avec les religieux camilliens auprès de personnes malades et la Fraternité Saint-Camille de Lellis, issue du renouveau charismatique, propose plus particulièrement un accompagnement psycho-spirituel.
- Le saint a également inspiré le nom d'une association africaine en santé mentale, appelée Association Saint Camille de Lellis.
- La chapelle Saint-Camille de Bry-sur-Marne lui est dediée.

## Source
- St. Camillus de Lellis dans la Catholic Encyclopedia, 1913 (Domaine public)

#### En français
- Marie-Christine Brocherieux, Un prénom/un saint : Camille, éditions Fleurus 1999, 24 p.  (ISBN 2-2150-4282-6)
- Marie-Christine Brocherieux, Prier 15 jours avec saint Camille de Lellis, éditions Nouvelle Cité, 2013, 128 p.  (ISBN 9782853136914)
- Catherine Bertrand-Gannerie, L'escadron de la charité : Camille de Lellis, protecteur des malades, Paris, Éditions Pierre Téqui, 2012, 160 p. (ISBN 978-2-7403-1747-1)

#### En italien
- Cicatelli Sanzio, Vita del P. Camillo de Lellis Fondatore della Religione de Chierici Regolari Ministri dell'Infermi descritta brevemente dal P. Sanzio Cicatelli Sacerdote dell'istessa Religione, manoscritto dei primi anni del Seicento custodito nell'Archivio Generalizio dell'Ordine, cd.Vita manoscritta, abr. Vms;
- Cicatelli Sanzio, La vita del P. Camillo de Lellis, quattro edizioni a stampa curate dallo stesso: Viterbe (1615), Naples (1620), Romea (1624), Naples (1627);
- Lenzo Cosma, Annalium Religionis Cler. Reg. Ministrantium Infirmis, Naples 1641.
- Regi Domenico, Memorie Historiche del Venerabile P. Camillo De Lellis e de' suoi Ministri degli Infermi, Naples 1676.
- Breue ristretto della vita del B. Camillo De Lellis Fondatore de'Cherici Regolari Ministri degl'Infermi, In Roma, Nella Stamperia di Giovanni Zempel, 1742;
- Massini Carlo, Compendio della vita di san Camillo de Lellis fondatore dei Cherici regolari ministri degl'infermi, Vérone, P. Libanti, 1843;
- Endrizzi Mansueto, Memorie edificanti dei Padri Camilliani in Milano, Milan, Tip. Pulzato e Giani, 1906;
- Valente Ferruccio, Un benefattore dell'umanità, s. Camillo de Lellis, fondatore dei Chierici regolari ministri degl'infermi, 1614-1914, 90 pp., Tip. Camilliana, Vérone, 1911;
- Valente Ferruccio, San Camillo de Lellis fondatore dei Chierici Regolari Ministri degli Infermi patrono degli ammalati: Vita popolare scritta pel 3. centenario della morte del santo, 101 pp.: ill, 16 cm, Torino: Libreria Editrice Internaz. della S.A.I.D. Buona Stampa, 1914;
- Vanti Mario, S. Camillo de Lellis, Turino, 1929;
- Vanti Mario, I Camilliani, il Manzoni e la peste del 1630, Milan, 1930;
- Suor Gesualda dello Spirito Santo, S. Camillo de Lellis, Bari, Edizioni paoline, prima ed. 1931, ristampe 1968, 2002;
- Vanti Mario, Lo spirito di S. Camillo de Lellis, Coletti Editore, Rome 1940, 3e Ed. 1959 (18e migliaio);
- Vanti Mario, Storia dell'Ordine dei Chierici Regolari Ministri degli Infermi, 3 voll., II, Rome 1943-1944; III Roma 1953;
- Anonimo, Pagine vive di un santo vivo - S. Camillo de Lellis fondatore dei Ministri degli Infermi 1550-1614, Pia società san Paolo per l'apostolato stampa, Alba 1944;
- Kraemer Pietro, Bullarium Ordinis CC.RR. Ministrantium Infirmis, Vérone 1947;
- Martindale Cyril Charles, San Camillo de Lellis, Longanesi, Milan 1947, Ristampa con note critiche e Appendice-Documenti, Longanesi, Milan 1982;
- Raffaele Aurini, Camillo de Lellis, in Dizionario bibliografico della gente d'Abruzzo, vol. I, Teramo, Ars et Labor, 1952 e in Nuova Edizione, Colledara, Andromeda, 2002, p. 404-410;
- Vanti Mario, S. Camillo de Lellis e i suoi Ministri degli Infermi, con presentazione di s. em. il card. Giuseppe Siri, Rome, Curia generalizia dei Chier. reg. Ministri degli Infermi, 1957, e successive edizioni: Rome, Coletti, 1958 e 1964;
- Vanti Mario, Scritti di San Camillo, Rome 1965;
- San Camillo De Lellis, patrono dei malati, degli ospedali e degl'infermieri, a cura dei Padri Camilliani della Stella maris, Tarante, Tarante, Tip. arcivescovile, 1960;
- Bibliotheca Sanctorum, vol. III, Rome, Istituto Giovanni XXIII della Pontificia universita lateranense ; puis Rome, Città nuova, 1961, 707;
- Pucci Mario V., La croce sul petto, san Camillo de Lellis, Isola del Liri, Editrice Amare, 1965;
- Sannazzaro Piero, I primi cinque Capitoli Generali dei Ministri degli Infermi, Rome 1979;
- Cicatelli Sanzio, Vita del P. Camillo de Lellis Fondatore della Religione dei Chierici Regolari Ministri degli Infermi, a cura del P. Piero Sannazzaro, Curia Generalizia dell'Ordine, Rome, 1980, (Edition critique critica);
- Sommaruga Germana, Camillo de Lellis, contestatore, riformatore, santo, Ed. Salcom, Brezzo di Bedero 1980, réimpression 2005;
- Sannazzaro Piero, Promozione umana e dimensione contemplativa nel S. P. Camillo, Curie généralice, Rome 1981;
- Spogli Emidio, Animatore di riforme - San Camillo de Lellis, Tipografia Poliglotta Vaticana 1982;
- Martignoni Giannino, San Camillo de Lellis un precursore della riforma sanitaria, Vita Nostra, Vérone 1983;
- Barzaghi Antonio, I viaggi di san Camillo de Lellis, Curie généralice, Rome 1983;
- Pronzato Alessandro, Un cuore per il malato - Camillo de Lellis, Gribaudi, Torino 1983;
- Cicatelli Sanzio, Un uomo venuto per servire - Camillo de Lellis nell'antica cronaca di un testimone oculare, "pagine scelte" a cura di Roberto Corghi e Giannino Martignoni, in appendice ampia scheda biografica di san Camillo e dell'Ordine dei Ministri degli Infermi, Ed. Rusconi, Milan, 1984;
- Balsliemke Hugo, Camillo in dialogo, Edizioni Salcom, Brezzo di Bedero 1991, titre original: ‘’Kamillus im gesprach’’, Essen 1984;
- Sannazzaro Piero, Storia dell'Ordine camilliano (1550 -1699), Edizioni Camilliane, Rome 1986;
- Ruffini Felice, "Doveva essere tutta Sua" - La dimensione mariana di San Camillo, Rome 1988;
- Bartholomaus Lore, Camillo de Lellis "servo dei malati", Città nuova editrice, Rome 1992, titre original : Kamillus von Lellis - Diener der Kranken, Mainz 1988;
- Villa Giuseppe, Un uomo che sapeva amare - S. Camillo de Lellis, Vicenza 1994;
- Verna Rosanna, San Camillo de Lellis nelle testimonianze dei contemporanei, Casa editrice Tinari, Bucchianico 1997;
- Colafranceschi Carlo, San Camillo de Lellis. Un santo vicino ai sofferenti, San Paolo, Cinisello Balsamo 2001;
- Casera Domenico, San Camillo de Lellis, rivisitato secondo la "Positio" dei processi canonici, San Paolo, Cinisello Balsamo 2003;
- Ruffini Felice, San Camillo de Lellis, Elledici - Velar, Gorle (BG) 2006;
- Meneghello Rino, Credere nei sogni. San Camillo de Lellis, Elledici - Velar, Gorle (BG) 2007;
- Castelli Mirella, Camillo de Lellsabetta, San Camillo de Lellis e l'Ordine dei Ministri degli Infermi nella storia della Chiesa di Milano, 280 pp., ill., Ed. Ares, Milano 2010;is. Un soldato della carità, Marietti, Turin 2007;
- Spinelli Mario, Camillo de Lellis. Più cuore in quelle mani, Città Nuova, Rome 2007;
- Pucci M., Brusco A., Sfondrini M., La croce sul petto - San Camillo e la sua Opera, Ed. Velar, Gorle (BG) 2007;
- De Filippis Maurizio  - Zanarotti Tiranini Eli